# Атака на залізничну станцію Вербковичі (1946 р.)
Атака на залізничну станцію у с. Вербковичі — військова операція реалізована УПА у співпраці з ВіН 6 квітня 1946 р. Дана операція стала одним з плодів перемир'я укладеного в с. Руда-Ружанецька.

## Причини атаки

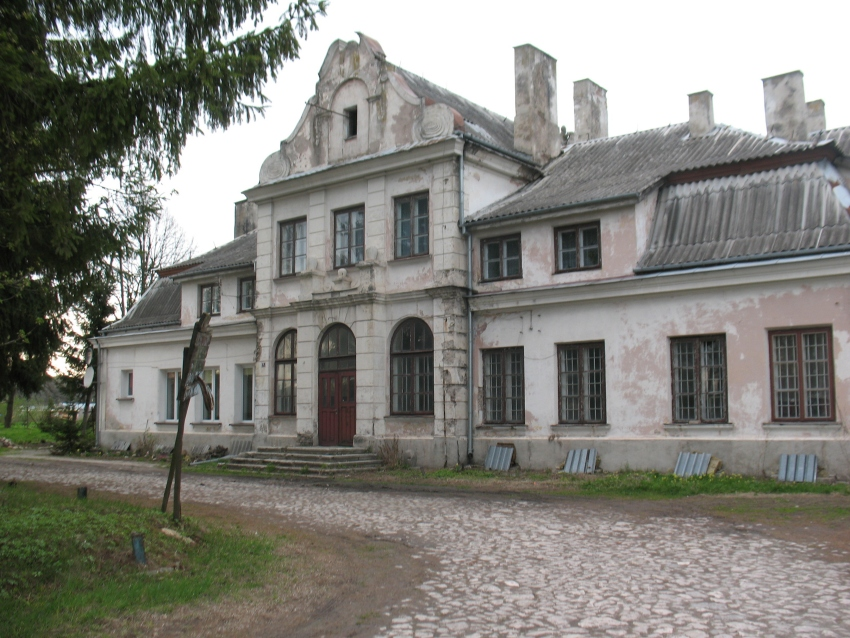
Залізнична станція у с. Вербковичі. Фото 2013 р.

Станція Вербковичі знаходилася на лінії вузькоколійної залізниці, яка поєднувала дві місцевості — Вербковичі i Стрижів і використовувалася для перевезення вантажів з цукроварнею у Вербковичах та Стрижеві. Окрім того, нею перевозили працівників обох цукрових заводів. 1946 р. цю залізничну лінію використовували для депортації українців до УРСР.
Є. Штендера так описує причини атаки:
«Після зустрічі 1 квітня дуже багато українських селян, яким загрожувала примусова депортація, почала переміщуватися на польські території, уникаючи таким чином захоплення, переселення чи навіть гіршої долі. Користуючись допомогою військової розвідки ВіН, відділи УПА атакували гарнізон ВП в Вербковичах, який був заангажований в виселення українців».
Головною метою акції на станцію Вербковичі було захоплення потягу з українцями, які підлягали вивезенню до УРСР — 29 вагонів з 53 родинами, загалом 184 особи.

## Перебіг та підсумки операції
Загалом акція не вдалася, бо потяг з депортованими українцями був відправлений на день раніше. Втім, штурмова група, якою командували Василь Колотнюк «Кропива» від УПА та Здзіслав Олеховський «Лось» від ВіН без жодного пострілу роззброїла комісара виселенчої комісії, 3 міліціонерів та 20 солдатів з 5 полку піхоти ВП, які охороняли станцію.
Є. Штендера так описує перебіг операції:
«Користуючись допомогою військової розвідки ВіН, відділи УПА атакували гарнізон ВП в Вербковичах, який був заангажований в виселення українців. Офіцери розвідки ВіН дізналися паролі ВП і особисто провели відділ УПА до містечка. Вояки УПА під командуванням пор. „Кропива“ на початку роззброїли варту, а потім усіх членів гарнізону і взяли в полон комісара з Міністерства закордонних справ УРСР, який керував депортацією».
Було захоплено станковий кулемет, 2-3 ручних кулемети, 8 автоматів ППШ, 2 пістолети, гвинтівки, 3 тис. набоїв до них, 430 штук набоїв до пістолетів, 15 гранат РГ, 15 гранат Ф-1, набої для нагану, плащі, та стрічки для кулеметів, а також документацію виселенчої комісії. Після ідеологічної обробки солдат та міліціонерів звільнили, а комісара передали СБ УПА, після чого його возили по селах: Гонятин, Голуб'є, Пісочне, де він відкрито закликав селян не виїжджати в УРСР. З українського боку справою керував представник СБ Володимир Баталія «Захарчук». Він же контактував з ВіН в справі її проведення.